# S:t Eskilskyrkan, Eskilstuna
S:t Eskilskyrkan i Eskilstuna invigdes i september 1961. Den är ritad av arkitekten Bengt Romare, vars första stora arbete var Historiska museet i Stockholm (tillsammans med Georg Scherman). Han har dessutom också skapat bland annat Abrahamsbergskyrkan i Bromma, samt kyrkor i Burträsk och Hofors. S:t Eskilskyrkan ägs av S:t Eskilskyrkans församling som är en del av Equmeniakyrkan.
S:t Eskilskyrkans orgel stod klar 1963 och är på 17 stämmor, fördelade på huvudverk, bröstverk och pedal. Den är byggd av Grönlunds Orgelbyggeri, Gammelstad, där den senare så kände orgelbyggaren Walter Thür, var anställd. Fonden domineras av ett textilkonstverk, av skaparen AnnMari Thyregård, kallat Livsträdet. Det är laddat med symbolik  där evangeliets avgörande händelser  gestaltas på olika sätt. Ur den ödsliga jorden vid skapelsen strävar trädet, i form av korset, upp mot himlen, där man ser livsträdets krona med andens duva, som står för kärlek, kraft och fred, som konstnären själv uttrycker det. Samma konstnär har också utfört predikstolsklädet, som vill gestalta temat Sådd och skörd - vetekornet som dör för att ge nytt liv med ny skörd. På norra kyrkväggen hänger en bronsskulptur, ”Den lidande Kristus”, skapad av stockholmskonstnären Nils Enberg. Silversmeden David Stegler har designat och tillverkat silverljusstakarna liksom blomsterurnan, som vid gudstjänster pryder det massiva nattvardsbordet av kalksten. Kyrkklockan, som är gjuten av Bergholtz klockgjuteri i Sigtuna, är försedd med inskriptionen: ”Idag är frälsningens dag”. Intressant är att klockan är stämd i en tonart som ska harmoniera med klockorna i den närbelägna Fors kyrka.Sedan 1996 finns en ljusbärare i kyrkan. Den är skapad av församlingsmedlemmen Arne Sörliden. Han fick inspiration till utformningen en gång när han gick på en isbelagd sjö och såg de frusna starruggarna, som sträckte sig mot öster.